# Tullbergia hades
Tullbergia hades är en urinsektsart som beskrevs av Christiansen och Bellinger 1980. Tullbergia hades ingår i släktet Tullbergia och familjen Tullbergiidae. Inga underarter finns listade i Catalogue of Life.